# Jean-Luc Domenach
Jean-Luc Domenach nació el 11 de agosto de 1945 en Hauterives (departamento de Drôme, región de Ródano-Alpes), y es un sinólogo y un politólogo francés, que entre otras cosas se ha dedidado a la investigación académica en la Fondation nationale des sciences politiques (FNSP), especializándose en política y cultura china, así como en los problemas contemporáneos de Asia, en la historia de Asia, y en la historia de China.

## Biografía
Jean-Luc Domenach, es hijo de Jean-Marie Domenach, y en lo académico, es diplomado en historia, en ciencias políticas, y en historia y cultura de China (Institut National des Langues et Civilisations Orientales –INALCO–), y también obtuvo un doctorado de Estado con esta oruentación. Habitó en Tokio entre 1970 y 1972, así como en Hong Kong entre 1976 y 1978 (desempeñándose entonces como agregado cultural del Consulado General de Francia). Y a partir de 1973, se ha dedicado a la investigación en la Fondation nationale des sciences politiques –FNSP– (institución de derecho privado con sede en París, Francia).
Asimismo y entre 1979 y 1981, tuvo a su cargo el Centro de análisis y previsión del Ministerio de Asuntos Exteriores (en francés: Centre d'analyse et de prévision du ministère des Affaires étrangères). Con posterioridad y desde 1985 hasta 1994, dirigió el Centro de estudios y de investigaciones internacionales (en francés: Centre d'études et de recherches internationales –CERI–).
Por su parte, y en el período 1995-2000, fue director científico de la FNSP (Fondation Nationale des Sciences Politiques), donde participó en un programa de la DEA (en inglés: Drug Enforcement Administration) en relación con la situación contemporánea en Asia. Y partir del año 2001, reasumió su cargo de director de investigación en el CERI, y se convirtió en presidente del comité directivo de la Casa de la Ciencia franco-china (en francés: Maison franco-chinoise de la science).
En el año 2002, fue enviado a Pekín, para participar y para complementar su formación académica en el seminario franco-chino de ciencias humanas y sociales de la Universidad Tsinghua (Pekín, República Popular China). Posteriormente y en febrero de 2007, retornó a Francia para enseñar en el Instituto de Estudios Políticos de París (en francés: Institut d'études politiques de Paris) así como en el CERI, actividad que continuó hasta que decidió acogerse a su jubilación.
Está casado con Geneviève Domenach-Chich, militante del Partido socialista francés, quien por supuesto lo acompañó durante su estadía en Pekín, aprovechando esos años para trabajar para la UNESCO.
Es el padre de Élise Domenach (traductora de Stanley Cavell y periodista de la revista de cine Positif), y el hermano de Nicolas Domenach (periodista político en Francia en la prensa escrita y en la televisión).

## Otras actividades
- chroniqueur régulier à La Croix et Ouest-France ;
- membre du conseil scientifique ou du comité de rédaction de plusieurs revues, dont la Revue française de science politique, Vingtième Siècle. Revue d'histoire, Critique internationale, Politique étrangère et Politique internationale, Croissance ainsi que Géoéconomie;
- membre du Conseil d'administration de Malesherbes Publications ;
- membre de l'Association pour la défense des principes de la démocratie humaniste (Ouest-France) ;
- membre de la Société Hubert Beuve-Méry (Le Monde) ;
- membre du Conseil d'orientation de la chaîne Histoire ;
- membre du Haut Conseil de la coopération internationale ;
- vice-président du Comité Asie de la Fondation européenne de la science ;
- vice-président du Comité des sciences sociales de la Commission française de l'UNESCO ;
- membre du Conseil d'administration de l'École française d'Extrême-Orient et de plusieurs conseils scientifiques notamment à l'EHESS, aux Presses de Sciences Po, au Centre Marc Bloch, au CEFC de Hong Kong et à l'Institut de relations internationales et stratégiques, du “Réseau Asie” français, du conseil scientifique du réseau euro-asiatique Alliance, de l’Advisory Board du Asia Europe Journal.

## Distinciones y comentarios

### Tíbet
Jean-Luc Domenach ha señalado, entre otras cosas, que después de los años 1950, China ha considerado al Tíbet como « una diferencia a destruir », y es por ello que los chinos literalmente han masacrado al Tíbet hasta mediados de los años 1970.
Evocando los disturbios en el Tíbet de marzo de 2008, Jean-Luc Domenach opina que la raíz del problema es « de naturaleza colonial », ya que « la armada china es muy poderosa y puede hacer lo que se proponga, y en particular, bien podría apoyar a los chinos radicales y también a los tibetanos colaboradores ». Domenach opina también que « la cuestión tibetana será resuelta por la colonización, ya que de una manera o de otra, los chinos propiciarán la radicación de un gran número de compatriotas en el Tíbet ».

### Premio Nobel de Liu Xiaobo
Jean-Luc Domenach señala y opina también que la atribución del Premio Nobel de la Paz a Liu Xiaobo en el año 2010, es un « absoluto y gran desaire » para China, que enfáticamente rechaza las interferencias en sus asuntos internos. Les dirigeants chinois devraient se montrer plus rigoureux dans leurs échanges avec les occidentaux. Mais il est impossible de connaître à l'avance l'ampleur des rétorsions car la direction chinoise est relativement divisée.

## Distinciones
Jean-Luc Domenach es caballero de la Orden Nacional del Mérito, y también caballero de la Legión de Honor.

## Publicaciones
- (en francés) Jean-Luc Domenach, Aux origines du Grand Bond en avant, le cas d'une province chinoise, Paris, Presses de la FNSP, 1982.[14]

- (en francés) Jean-Luc Domenach, Chine : L'archipel oublié, Paris, Fayard, 1992.[15]

- (en francés) Jean-Luc Domenach, Philippe Richer, La Chine 1949-1985 ; 1949-1994, Paris, Le Seuil, 1a (1985), 2a (1994).

- (en francés) Jean-Luc Domenach, The Forgotten Gulag: China's Hidden Prison Camps, Simon & Schuster Limited, 1994, ISBN 0029077958 y 9780029077955.[16]

- (en francés) Jean-Luc Domenach, Réflexions sur l'avenir du système politique chinois, revista 'Tiers Monde', tomo XXXVII, #147, julio-septiembre de 1996, pp. 713-724.

- (en francés) Jean-Luc Domenach, David Camroux, L'Asie retrouvée, Paris, Le Seuil, 1997.[17]

- (en francés) Jean-Luc Domenach, L'Asie en danger, Paris, Fayard, 1998, ISBN 2213597626.

- (en francés) Jean-Luc Domenach, Aimé Savard, L'Asie et nous, Paris, Desclée de Brouwer, 2001, ISBN 2220050297.[18]

- (en francés) Jean-Luc Domenach, Où va la Chine ?, Paris, Fayard, 2002.[19]

- (en francés) Jean-Luc Domenach, Comprendre la Chine d'aujourd'hui, Paris, Perrin, 2007, ISBN 9782262019396, 312 páginas.

- (en francés) Jean-Luc Domenach, La Chine m'inquiète, Paris, Perrin, 2009, ISBN 9782262029951, 288 páginas.[20]

- (en francés) Jean-Luc Domenach, Mao, sa cour et ses complots. Derrière les Murs rouges, Fayard, 2012.[21][22][23]

- (en francés) Jean-Luc Domenach, China's Uncertain Future, Columbia University Press, noviembre de 2014, ISBN 9780231152259.[24]

- (en francés) Jean-Luc Domenach, La Chine, entre enjeux démographiques et défis climatiques, Le Figaro, 4 de noviembre de 2015.

- (en francés) Jean-Luc Domenach, Les fils de princes. Une génération au pouvoir en Chine, Fayard, 2016.[25]

## Artículos
- (en francés) « Que veut la Chine ? Que peut-elle donc ? », en Politique étrangère, #1, 1983, pp. 87-101 (texto completo en línea).
- (en francés) « Le totalitarisme n'arrête pas l'histoire : communisme et société en Chine », en Esprit, septiembre-noviembre de 1984, pp. 23-39 (texto en línea, página 23).

- (en francés) « 1. La Chine ou le crépuscule du mythe révolutionnaire », en 'Le désenchantement des clercs' (François Hourmant), Presses universitaires de Rennes.[26]